# Merionoeda dumosa
Merionoeda dumosa là một loài bọ cánh cứng trong họ Cerambycidae.